# Lajos Kökény
Dans le nom hongrois Kökény Lajos, le nom de famille précède le prénom, mais cet article utilise l’ordre habituel en français Lajos Kökény, où le prénom précède le nom.
Lajos Kökény, né le 31 mai 1897 à Sátoraljaújhely et mort le 27 avril 1985 à Budapest, est un espérantiste et sténographe parlementaire hongrois. Connu en espéranto sous le nom de Ludoviko Kökény, il a travaillé à la réalisation de l’encyclopédie d’espéranto.

## Biographie

### Jeunesse
Lajos Kökény nait le 31 mai 1897 à Sátoraljaújhely, en Hongrie.
En 1919, il apprend l’espéranto.
En janvier 1928, il fonde la revue Hungara Heroldo qu’il rédige et édite jusqu’en décembre 1930; puis de nouveau en 1935-1936, entre temps devenue trimestrielle, et alors de iv + 32 p. avec pour sous-titre : Mezeŭropa revuo en Esperanto ("Revue d'Europe centrale en espéranto").